# エリック・ドラモンド (第7代パース伯爵)
第7代パース伯爵ジェームズ・エリック・ドラモンド（英語: James Eric Drummond, 7th Earl of Perth GCMG, CB, PC, DL、1876年8月17日 - 1951年12月15日）は、イギリスの政治家、外交官である。国際連盟の初代事務総長（1920年 - 1933年）を務めた。

## 若年期とキャリア

### 家族
エリック・ドラモンドは、スコットランド貴族のドラモンド家に生まれた。父は、パースシャー州マチャニーの陸軍士官だった第10代ストラサラン子爵ジェームズ・デイヴィッド・ドラモンド（1839年-1893年）、母はその2番目の妻でパースシャー州メスベン城のウィリアム・スマイスの娘のマーガレット・スマイスである。2人の間にはエリック・ドラモンドの他に2人の娘がいた。また、父の最初の妻であるエレン・ソーンヒルとの間に、異母兄ウィリアム・ハントリー・ドラモンドと2人の異母姉がいた。異母兄ウィリアムは1893年に父の後を継いでストラサラン子爵となり、1902年には遠い従兄弟である第5代パース伯爵ジョージ・ドラモンドの後を継いで第6代パース伯爵となった。1937年8月20日に異母兄ウィリアムが亡くなったため、エリック・ドラモンドが第7代パース伯爵を継承した。
ドラモンドはプロテスタントの家庭で育ったが、1903年にカトリックに改宗した。このことは、1933年頃に、駐米大使候補だったドラモンドに対してラムゼイ・マクドナルド首相が拒否権を行使するなど、後のキャリアに支障をきたしたと言われている。ドラモンドが改宗したのは、カトリック教徒のアンジェラ・メアリー・コンスタブル＝マクスウェル（1877年-1965年）と結婚するためと推測される。

### 教育と初期のキャリア
ドラモンドはイートン・カレッジで教育を受け、1895年に卒業した。イートン・カレッジでフランス語を学んだことが、後に国際外交のキャリアにおいて重要なツールとなった。ドラモンドは、国際連盟の事務総長を13年間務めたことで知られているが、それ以前には、ハーバート・ヘンリー・アスキス首相を始めとするイギリスの政治家や外交官の秘書官として活躍していた。
1900年4月20日、ドラモンドは外務省に事務官として入省した。1906年から1908年まで、外務大臣エドモンド・ペティ＝フィッツモーリスの秘書官を務めた。1908年から1910年までは、外務大臣エドワード・グレイの要約筆記者と政務次官トマス・マキノン・ウッドの秘書官を兼任した。1912年から1918年にかけては、アスキス首相、グレイ外務大臣、アーサー・バルフォア外務大臣の秘書官を務めた。1917年4月から5月にかけては、第一次世界大戦中の英米間の協力関係を促進することを目的としたバルフォア外交団の一員として活動した。1918年から1919年にかけては、パリ講和会議の英国代表団の一員として、国際連盟規約の起草に携わった。
1919年、ロバート・セシルの推薦により、国際連盟事務総長の職を引き受けた。

## 国際連盟でのキャリア

### 国際連盟事務総長への選出
1919年のパリ講和会議を前に、設立されたばかりの国際連盟の事務総長にふさわしい候補者の選考は難航していた。国際連盟規約の起草や国際連盟の組織化に重要な役割を果たしたロバート・セシルは当初、国の公職経験者が就くのが望ましいと考えていたが、選定した候補者は誰も引き受けようとしなかった。
セシルは、最高の能力を持った人物でなければ、この役割を果たせないと考えていた。しかし、当初考えていたほどの権限が事務総長に与えられないことを受けて、セシルは考えを改め、習熟した公務員で、政治家としての知名度が低い人物から候補を探すことにした。最初に声をかけたのはモーリス・ハンキーで、ハンキーも興味を示していたがパリ講和会議の10日前になってオファーを断った。セシルはハンキーが辞退するという不測の事態には、エリック・ドラモンドを起用することを想定していた。
ドラモンドは、1915年の時点で、国際組織の設立に好意的な姿勢を示していた。そのため、ドラモンドは国際連盟設立の交渉に参加していた。また、ドラモンドがイギリス人であることも、セシルが高く評価していた点である。ドラモンドは外交官としての経験が豊富で、19年間の外務省勤務で高い評価を得ていたこともあり、最適な人材と考えられた。当初、ドラモンドは国際連盟の運営に不安を感じていたが、最終的にこの提案を受け入れた。1919年4月28日のパリ講和会議の本会議で、国際連盟の初代事務総長にドラモンドを任命することが承認された。

### 常設事務局の設置（1919年–1920年）

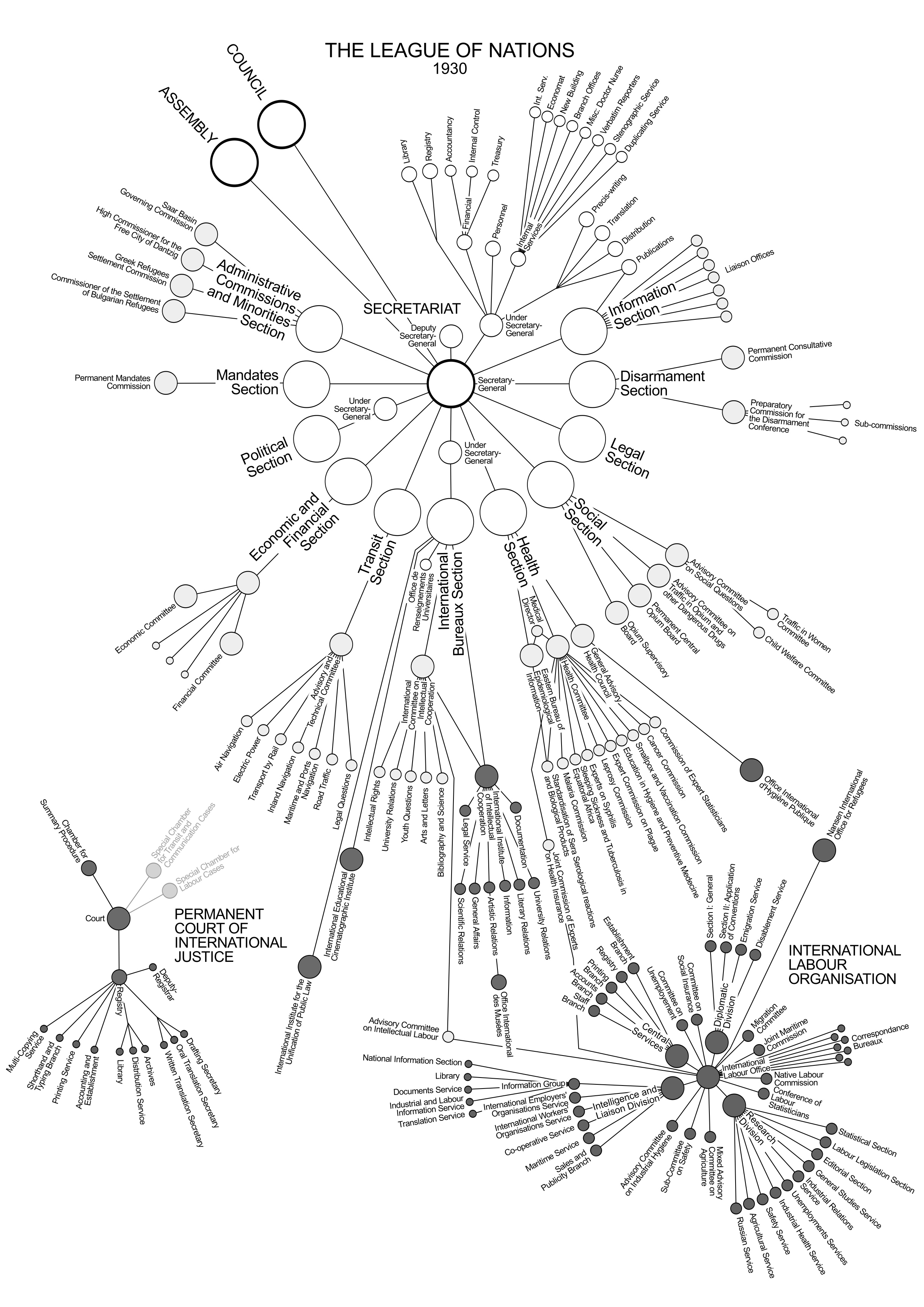
ドラモンドが設立した国際連盟事務局の組織図（1930年当時）

ドラモンドの事務総長としての主要な功績の1つは、恒久的かつ厳密に国際的な事務局の設立である。このような試みはこれまでになく、第一次世界大戦以前の国際組織の事務局は、供給者もそこで働く公務員も、ほとんどが国内に限定されていた。国際公務員の創設には問題がないわけではなく、行政指導者たちは、国際公務員が団結し、組織に忠実で、効率的に職務を行うことはできないと考えていた。
国際連盟事務局は1920年8月に設立された。事務局のスタッフは30か国以上から集められ、その全員が各国政府ではなく国際連盟によって任命されており、言語、宗教、それまでに受けた職務訓練などが異なっていた。このことは、新しい国際機関とそれまでの各国の事務局との違いを改めて浮き彫りにした。
事務局は、委任部門、経済・財政部門、交通・通信部門、社会部門、政治部門、法律部門、国際事務局部門の7つの部門から構成された。

### 国際連盟のリーダーシップ
ドラモンドは、事務総長の役割を保守的にとらえていた。イギリス外務省でドラモンドが行っていたやや地味な役割は、そのまま事務総長の地位に引き継がれた。ドラモンドは、政治的な存在感を持つ人物ではなかったので、事務局を自分の個性を反映したものにしようとはしなかったのである。
ドラモンドは、国際連盟の管理部門の構築に着手した。ドラモンドは国際連盟の上級職への任命に際しては、リスクを冒さず、自国の政府を支持するメンバーのみを任命し、有力国のメンバーのみにその地位を与えていた。
ドラモンドは、様々な問題に細心の注意を払い、自分の立場を非常に真剣に考えていると評価されていた。ドラモンドは、自分の机に来たものは全て読み、様々な問題を議論するために定期的に会議を招集した。この会議は、国際連盟の事務総長となったことでコンタクトを取ることがでるようになった様々な政府のメンバーと行われることが多かった。このようにしてドラモンドは、各国の政府や非政府組織からの機密情報を知るようになり、世界中の様々な政治家から信頼される人物となっていった。

### 国際連盟の中立性の主張
事務局とそこで働く人々を支えていたのは、プロテスタント世俗的合理主義にも見られるヴェーバー流の官僚論に近い理想であり、非政治的、中立的、効果的、効率的な官僚という考え方であった。ドラモンドは、「世間の賞賛を得た人が主に感謝されるとは限らず、裏で行われている世間に知られていない仕事が、得られた成功の大きな要因になっていることが多い」と述べている。しかし、この理想が常に守られたわけではなく、国家的な優遇措置が完全に放棄されることはなかった。新たに任命された次官は、同じ国籍の者が多く、小国の候補者は除外されていた。ドラモンドは、自身が説いていたことを実践していなかったため、任命された職員が、国際政治ではなく、各国ごとの国内政治を行う小さな島々を作ってしまったのである。
1929年、総会は、国際労働機関と常設国際司法裁判所の事務局を徹底的に調査することを決定した。少数報告では、事務局とその主要役員による実質的な問題への政治的影響力は膨大であり、見過ごすことはできないとされた。しかし、そのことをドラモンドが認識したのは第二次世界大戦後の1950年代であり、それまでは国際事務局の非政治的性格という概念を擁護していた。
国際公務員の政治的性格にもかかわらず、事務局は最高の効率性を持つ手段として広く認識されるようになり、その構造的枠組みは、現在の国際連合に見られるような、後の国際公務員のモデルとなった。

### 危機の際の振る舞い
ドラモンドの事務総長の任期中には、いくつかの危機があった。国際連盟理事会は、危機の際には、加盟国が自国の軍隊を使って集団安全保障の任務を遂行する意思があるかどうかに依存していた。危機の多くは、第一次世界大戦後の帝国の崩壊に伴う国境紛争であった。1920年代、国際連盟は、加盟国・非加盟国を問わず、このような問題に関わるようになり、ドラモンドはその話し合いや交渉の中心となった。国際連盟はラテンアメリカ、バルト三国、中国での紛争に関与した。ピーター・ヤーウッドは、ドラモンドは他の多くの人々と同様に理想主義者であったが、政治家としての人脈も利用していたと論じている。ドラモンドは、その地位の高さにもかかわらず、世間や政治的な脚光を浴びることを避けていた人物だと広く思われていた。しかしそれは、各国をなだめるために、または、各国政府の指示が得られないために、そのようにせざるを得なかったのである。その一例が、1920年代にベニート・ムッソリーニが行ったバルカン半島やアフリカ、および他のヨーロッパ諸国に対する政策への対応である。ドラモンドは、イギリスとフランスの後ろ盾がなく、イタリアとの良好な関係を維持したいと考えていたため、ムッソリーニの政策を公に非難することができなかった。これが、ドラモンドを無力なリーダーにしてしまった原因の一つだった。
ドラモンドは、国際連盟の舞台裏でその役割を果たさなければならなかった。国際連盟設立時に期待されていた通りに、ドラモンドは世界の平和を維持するために細心の注意を払っていたが、国際法に基づいて各国を牽制するのではなく、各国をなだめることに徹していた。国際連盟の外からの制限にもかかわらず、国際連盟の中での事務局の運営はドラモンドがほとんど決めており、ドラモンドが監督することはほとんどなかった。ドラモンドは、ほとんどの問題について国際連盟の中心的存在とみなされるようになり、自分が最も関心を持っている問題を選び、それ以外の問題はスタッフに任せることが多かった。そのため、自分の政治的利益のために事務局を利用するリーダーとみなされるようになった。
また、ドラモンドの野心や目の前の危機への対処法を後押ししたのは、自身の信仰である。ドラモンドが敬虔なカトリック教徒であったことは、事務総長の任期の初期に起こったポーランド・リトアニア戦争の対応に大きな影響を与えた。ドラモンドは、ほとんどのポーランド人がカトリックであることから、ポーランドが同意できるような国民投票を強く求めた。第一次世界大戦後にロシアからフィンランドが独立したことをめぐる危機についても、ドラモンドはいち早く解決策を検討した。
また、ドラモンドの事務総長としてのもう一つの重要な要素は、自分に与えられた立場の枠を超えようとする姿勢であった。事務総長の任期の終盤に起こったチャコ戦争をめぐる危機の際には、ドラモンドは有益な調停者であり、自分の立場で許される以上のことをしたと称賛された。

### 満州事変
ドラモンドが事態の収拾に失敗したのは、ドラモンドの任期の中で最も顕著な危機の一つである満州事変である。中国が鉄道の一部を爆破したとして、日本はこれを口実にして満州に侵攻した。中国は国際連盟に日本への措置を訴えていた。
マイケル・E・チャップマンによると、ドラモンドの最初の反応は、帝国主義的な西洋の指導者のものではなく、官僚のものだった。ドラモンドの権限は限られていたため、中国で最も強力な西洋諸国であるイギリスとアメリカに目を向けていたが、これらの国は、目前の危機に対処するには多忙であるとして取り合わなかった。
危機がピークに達したとき、アメリカのヘンリー・スティムソンはドラモンドに、日本の行動がイギリスに不快感を与えたとして、「条約上の義務を強化し、支援する」ように助言した。スティムソンは、日本の国粋主義的な感情を刺激しないようにするよう助言した。ドラモンドはこの危機に積極的に関与したいと考えていたが、スティムソンやヒュー・ロバート・ウィルソンにはほとんど相手にされなかった。

## 在ローマ・イギリス大使（1933年-1939年）
事務総長を退任した後、ドラモンドは駐ワシントン大使の候補に選ばれたが、カトリックに改宗していたことを理由に、ラムゼイ・マクドナルド首相が拒否権を行使した。その後、1933年10月に駐ローマ大使に任命され、1939年4月まで務めた。その1か月後の1939年5月に外交官を引退した。
ローマでの大使在任中、ドラモンドは「ムッソリーニに近づくのは難しい」と感じていた。ドラモンドは「（ムッソリーニが）...『非常に敏感な状態』にあるときは、細心の注意を払って扱わなければならない」と指摘している。
イタリア外相のガレアッツォ・チャーノは、今のドラモンドが、イタリアに対するフランスの厳しい態度は理不尽だと確信していると考えていた。さらにドラモンドは、イギリス政府が「融和的」であることをイタリア人に信じ込ませようとし、「イタリアの政策を擁護する」とまで言っていた。イタリアの諜報部員としてドラモンドの報告書の多くを読むことができたチャーノは、日記の中で、このイギリス大使がローマに来たときにはファシスト政権に反対していたが、「ファシズムを理解し、愛してさえいる誠実な改心者」に成長したと書いている。チャーノの発言を利用する際には常に注意が必要だが、ドラモンドの報告書によると、この発言には一定の真実性があったようである。
パース（ドラモンド）はムッソリーニのドイツに対する態度を見誤っていたかもしれないが、最終的には、ムッソリーニが1939年にドイツに味方するという意図を実行することは、イタリアの権力の限界から不可能だったので、この点でも大きな間違いではなかった。

## 戦中と戦後
第二次世界大戦中、ドラモンドは情報省に高級官僚として勤務していた。
戦後は、自由党の副党首として、亡くなるまで貴族院議員を務めた。しかし、ドラモンドの政治的な影響力は低下していった。
1951年、サセックスの自宅で癌により死去した。

## 評価
このような制度の枠組みの中で、ドラモンドの仕事ぶりを総合的に評価するには、制度の指導原理や矛盾がもたらす制限や制約、そしてドラモンドのリベラルな思想的背景や生い立ち、性格的特徴などを知る必要がある。
国際連盟の初代事務総長としてのドラモンドのリーダーシップを公正に評価するためには、安全保障や国家主権に関する伝統的な政治的問題と、よりソフトな技術的問題の2つの分野で判断することができる。
国際連盟の安全保障上の役割に関しては、特に任期の後半は、英仏を中心とした大国の組織的な弱体化競争と、19世紀の帝国主義によって、国際連盟の安全保障構造が損なわれたため、ドラモンドの役割はごくわずかであったと評価されている。ドラモンドの現実的で協力的なアプローチは、国際連盟の初期にはいくつかの成功をもたらしたが、満州事変のような問題に直面したときには、ドラモンドの役割は不十分であったと考えられている。
難民への対応、少数民族の統治、委任統治制度などの分野で組織基盤の構築にドラモンドが関与したことは、彼の時代、特に1920年代前半に、1925年のギリシャ・ブルガリア紛争や1932-1933年のコロンビア・ペルー戦争などの問題の解決と取り組みに成功したことから、より肯定的に見ることができる。
しかし、ドラモンドが残した永続的な良い遺産は、人道支援や一連の「技術組織・委員会」の監督などの技術的な問題であった。ドラモンドは、国際的な技術者エリートの一員であり、健康や労働問題における国際基準の制定、統計情報の収集と共有、問題に対処するための国際主義の精神を好む専門家であった。
国際連盟での任務を終えた後、ドラモンドはファシスト政権下のイタリアの大使に任命された。これは、ドラモンドが全体を見渡す能力に欠けていたことと、イギリスがファシスト政権を宥和する戦略をとっていたことが重なった結果であり、ドラモンドのキャリアの中で最も暗い時期であったと言える。エチオピア危機を解決しなかったことは、国際連盟の安全保障上の役割を損ない、ムッソリーニとヒトラーに誤ったメッセージを送る結果となった。ドラモンドは、駐イタリア・イギリス大使として、イギリスの宥和政策の悪い結果を予測できなかった人物の一人であった。
国際連盟の政治的任務に対する彼の対応は、慎重すぎると批判されているが、連盟の権威を維持するために必要な場合には、断固とした行動をとる勇気がなかったわけではない。彼のゆっくりとした、ややためらいがちなアプローチは、失望や挫折を避けるのに役立ち、連盟の威信を着実に高めるのに貢献した。(Craig and Gilbert, p. 545)
ドラモンドの実用的で思索的な性格が、国際連盟の運営、特に事務局にいかに良い影響を与えたかについての上記の評価は、ドラモンドの自由主義、反共主義、国際協調主義の思想や、ファシストの思想に傾倒していたことと対比させることができる。彼のキャリアと人生は、より広範なイデオロギー、帝国主義、国際協調主義の思想と同様の軌跡をたどった。第二次世界大戦は、自由主義的な政治家と彼らが宣言した平和のビジョンの敗北を意味し、ドラモンドが国際連盟で実現しようとしていた国際的なビジョンよりも、ファシストや民族主義的な考え方が優勢になったことを示している。

## 私生活
1904年4月20日にアンジェラ・コンスタブル＝マクスウェルと結婚した。アンジェラは、第11代テレグルズのヘリーズ卿マーマデューク・コンスタブル＝マクスウェルとアンジェラ・メアリー・シャーロット・フィッツアラン＝ハワード（初代グロソップのハワード男爵エドワード・フィッツアラン＝ハワードの娘）の間の娘である。アンジェラとの間に、次の4人の子供をもうけた。
- マーガレット・グウェンドレン・メアリー・ドラモンド（1905年生まれ）
- ジョン・デイヴィッド・ドラモンド（英語版）（1907年生まれ） - 第8代パース伯爵。
- アンジェラ・アリス・マリエル・ドラモンド（1912年生まれ）
- ギリアン・メアリー・ドラモンド（1920年生まれ）[1]

## 栄誉
ドラモンドは生涯で以下の勲章を授与された。いずれも授与者は国王ジョージ5世だった。
- バス勲章 コンパニオン(CB) - 1914年6月22日[37]
- 聖マイケル・聖ジョージ勲章 ナイト・コマンダー(KCMG) - 1916年12月21日[38]
- 聖マイケル・聖ジョージ勲章 キング・グランド・クロス(GCMG) - 1934年1月30日[39]

## 著書
- "The Secretariat of the League of Nations" (1931), Paper read before the institute of public administration, 19 March 1931, English.
- "Ten Years of World Cooperation" (1930), book, published by the Secretariat of the League of Nations. Foreword by Drummond, English.
- "The International Secretariat of the Future; Lessons from Experience by a Group of Former Officials of the League of Nations." (1944), book, co-authored by Drummond, English.
- Procès-verbal... du Conseil de la Société des nations...    (Minutes of the Council of the League of Nations (1920-24), Speech. English.
- The League of Nations BBC National Lectures (1933)
- The organisation of peace and the Dumbarton Oaks proposals (1945), pamphlets on Dumberton Oaks proposals, Vol. 8, no. 1
- Annuaire de l'Association yougoslave de droit international: Année (Journal, French)
- Procès-verbal... du Conseil de la Société des nations = Minutes of the... Council of the League of Nations (1921).Book
- Germany after the war: proposals of a Liberal Party Committee by Eric Drummond (1944). Book.
- Ten years of world co-operation. Published by League of Nations. Foreword by Drummond (1930)
- Procès-verbal... du Conseil de la Société des nations = Minutes of the... Council of the League of Nations Minutes of the... Council of the League of Nations. 1st–15th session, Jan. l6, 1920-19 Nov. 1921. Book
- The aims of the League of Nations (1929). Book
- Les réfugiés Russes : Lettre du Comité International de la Croix-Rouge et réponse du Secrétaire Général by League of Nations (1921). Book in French
- Dix ans de coopération intellectuelle (1930). Book in French
- Speech made by Sir Eric Drummond, Secretary-general of the League of nations by Conference for the Codification of International Law (1930). Book
- Brief van James Eric Drummond (1876–1951) aan Willem Jan Mari van Eysinga (1878–1961) (1921). Book in Dutch
- Correspondence respecting League of Nations matters, Feb. 1918-Oct. 1924 [accumulated at the Foreign Office during the first part of his term of office as Secretary-general of the League of Nations] (1924). Book